# Li Gen
Li Gen (李根S, Lǐ GēnP; 15 agosto 1988) è un cestista cinese.

## Carriera
Con la Cina ha disputato i Giochi olimpici di Rio de Janeiro 2016 e due edizioni dei Campionati asiatici (2015, 2017).